# 武營廟
24°45′27″N 121°45′01″E / 24.757506°N 121.750402°E
武營廟，是位於臺灣宜蘭縣宜蘭市大道里的大樹公廟，建於咸豐年間，為該里的信仰中心。

## 廟史
據當地民眾說，武營廟前原有一棵受人祭祀的大榕樹。曾擔任大道里里長的龔清一指出，相傳此樹被書寫離緣狀的墨水潑到，便枯萎死去，居民便於咸豐年間1851年建小廟祭拜。內部供奉鎮殿大樹公、二殿大樹公、五顯大帝、關聖帝君、玄天上帝、土地公、秀才爺等九尊神像。民眾會來此求取掛貫，以給子女戴於身上保平安。至中秋節時，會有提供麵線龜拜拜吃平安。
作為該里信仰中心的廟在2006年時已歷經三次翻修，佔地約4坪多，以宜蘭市西安街7號為地址。里長王紹龍表示，隨著都市發展，廟前蓋了一棟大樓，擋住通路，使得廟身埋身巷弄，少人留意。為提高能見度，信徒大會決議將廟身從坐東向西，改面朝西安街的坐西向東。約2003年搬來此里的婦人黃林美麗，因擁有廟周邊數十坪土地，同意捐出廟方需要的四坪土地，以讓廟身能轉向並遷到西安街路邊。工程委由朴子市的慶彬樓房遷移工程行，由里長王紹龍號召信眾募款新台幣三十多萬元。
2006年12月9日進行工程時，市長黃定和、市代會主席林智勇等人參加祭拜。

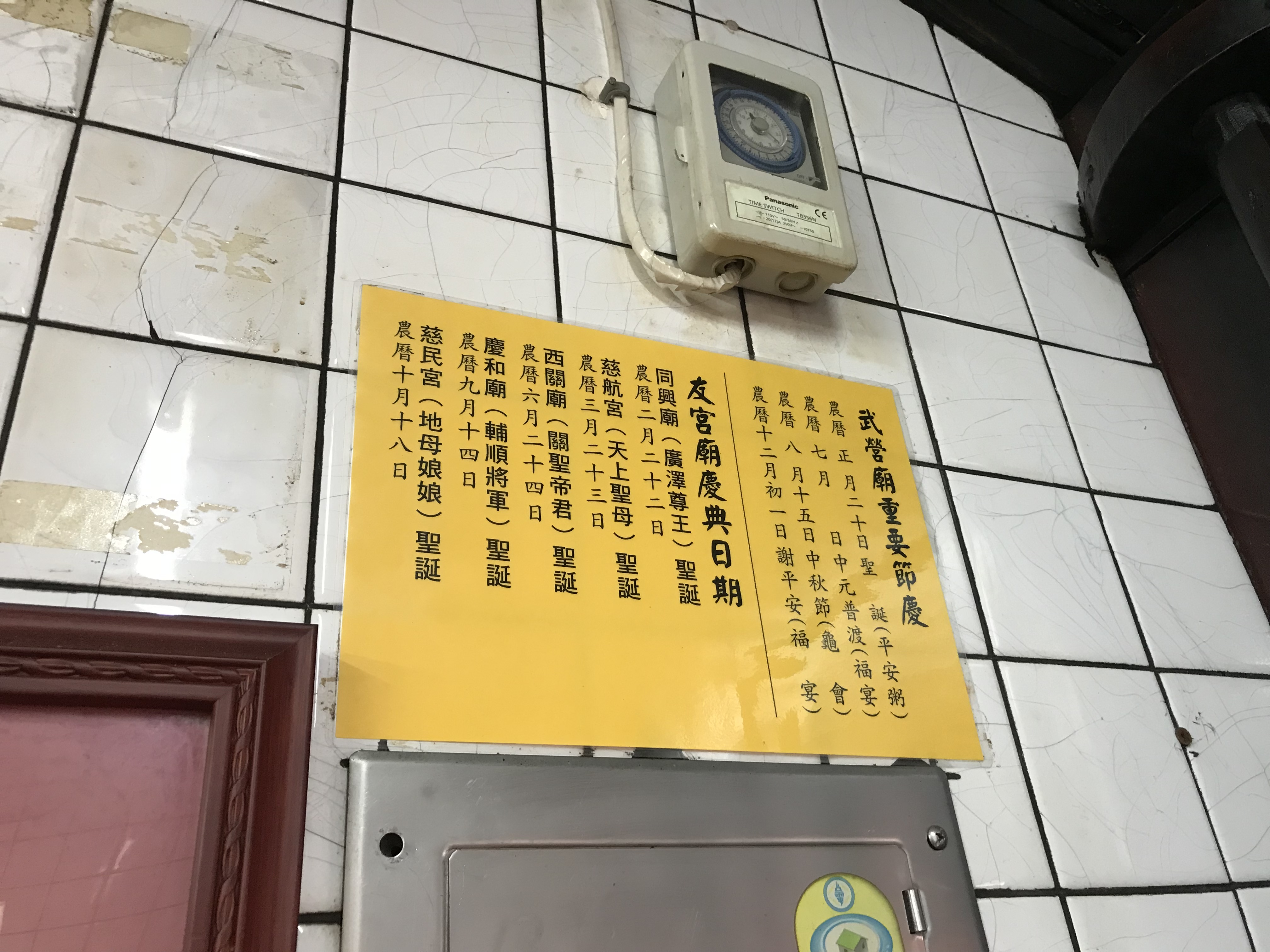
祭祀日